# Druhá tichomořská válka
Tichomořské války představovaly dva ozbrojené konflikty některých zemí Latinské Ameriky v 19. století, které měly teritoriální vztah k Tichému oceánu a Jižní Americe.
Druhá tichomořská válka, také válka o ledek, byla konfliktem mezi Chile a peruánsko-bolivijskou konfederací. Byla vedena v letech 1879–1883.

## Nástin událostí

Teritoriální změny v průběhu války.

Důvodem ke 2. tichomořské válce, označované také jako válce o ledek, byly rozpory mezi Chile a Peru o naleziště ledku v andské provincii Atacama. Na straně Peru stála Bolívie. Problémem se staly nejasně vytyčené státní hranice a daňový spor mezi Bolívií a Chile. V únoru 1879 došlo k bolivijskému útoku na chilský přístav Antofagasta. 8. října 1879 došlo k námořní bitvě u Angamos, kterou vyhrála Chile. V ní utrpěl smrtelná zranění admirál Miguel Grau Seminario, hrdina peruánského námořnictva.
Po zničení peruánského loďstva došlo k pozemní fázi. Ta započala vyloděním chilského vojska a následující bitvou u Pisaguy, kterou Chile vyhrálo. Jeho armáda následně obsadila celé území bolivijského departementu Litoral a navíc i peruánské provincie Arica a Tacna. Zde se vojenské jednotky nezastavily a postoupily až k hlavnímu peruánskému městu Limě, kterou po ostřelování dobyly. Následujícími významnými střety se staly bitva u Chorrillos, bitva u Miraflores a poslední bitva u Huamachuca.

## Výsledek
20. října 1883 došlo k vyhlášení příměří v Ancónu, ke kterému bylo Peru donuceno. Tímto aktem odstoupilo druhé straně provincie Tarapacá, Tacna a Arica. Bolívie s Chile podepsala prozatímní mírovou smlouvu následujícího roku 1884. Chile získalo území Antofagasty, čímž Bolívie ztratila přístup k moři. Konečná mírová smlouva byla podepsána v roce 1889, k její ratifikaci však došlo až roku 1904.
Důsledkem války o ledek byl nový status quo, kterým se Chile stalo nejbohatší jihoamerickou zemí.